# Olof Persson i Killebäckstorp
Olof Persson (i riksdagen kallad Persson i Killebäckstorp), född 17 maj 1839 i Rya församling, Kristianstads län, död 7 januari 1914 i Ängelholms församling, Kristianstads län, var en svensk lantbrukare och riksdagspolitiker.
Persson var lantbrukare i Killebäckstorp i Grevie församling. Han var även politiker och ledamot av riksdagens andra kammare 1885, invald i Norra Åsbo domsagas valkrets, samt 1894–1908, invald i Södra Åsbo och Bjäre domsagas valkrets.